# Olvi
Olvi Oyj (NASDAQ OMX: OLVAS) er et finsk bryggeri og en producent af læskedrik. Virksomheden blev etableret i 1878 af brygger Williams Gideon Åberg og hans kone Onni. De har en markedsandel på 18,7 % i Finland. Blandt virksomhedens datterselskaber kan nævnes A. Le Coq (Estland), Volfas Engelman Litauen), Cēsu Alus (Letland), Lidskae Piva (Belarus) og Bryggeriet Vestfyen (Danmark siden 2021).